# Tococa hirta
Tococa hirta là một loài thực vật có hoa trong họ Mua. Loài này được O. Berg ex Triana miêu tả khoa học đầu tiên năm 1871.